# Caudasyndroom
Caudasyndroom of cauda-equinasyndroom CES duidt een toestand aan waarbij een aantal zenuwwortels in de cauda equina tegelijk in het gedrang komen. Meestal raakt slechts één zenuwwortel tegelijk in de knel, maar in dit geval wordt het hele ruggenmergkanaal op een bepaald niveau door een grote centrale rughernia of door een tumor gevuld. De cauda equina, Latijn: paardenstaart, is de bundel zenuwen die in het onderste deel van het ruggenmergkanaal op het niveau L2 ophoudt, de tweede lumbale wervel, tussen de wervels loopt en in het heiligbeen uitmondt.
Het is een medisch spoedgeval aangezien de uitval dreigt van de belangrijkste functies van het onderlichaam: het gevoel in en het gebruik van de benen en de samentrekking van de sluitspieren van blaas en anus. Meestal treedt er een sensibiliteitsstoornis op in de dermatomen S3 tot en met S5. 

## Symptomen
Als gevolg van zenuwuitval kunnen verschillende symptomen ontstaan bij het caudasyndroom:
- pijn in onderrug
- blaasproblemen
- motorische uitval onderlichaam
- impotentie
- incontinentie
- verminderd gevoel bij het plassen, niet voelen dat de plas passeert
- gevoel hebben niet alles te hebben uitgeplast

## Behandeling
Bij een beknelling van de cauda equina is vrijwel altijd een medische ingreep nodig om deze te verhelpen. Hierbij kan het gaan om het verwijderen van een tumor, hernia of behandeling van een opgelopen trauma. Het succes van de ingreep verschilt per patiënt, daar de oorzaak kan verschillen. Na een ingreep moet de patiënt vaak enkele jaren actief revalideren. De behandeling bestaat met name uit fysiotherapie. Psychologische ondersteuning komt ook voor, omdat het syndroom kan leiden tot onzekerheid en angst. Volledig herstel is niet altijd mogelijk.